# Livros-jogos da Nintendo

Capa do primeiro livro-jogo da coleção Nintendo Adventure Books, Double Trouble, baseado na franquia Super Mario Bros.

Os livros-jogos da Nintendo foram livros-jogos lançados em duas coleções: Nintendo Adventure Books e You Decide on the Adventure; e baseados em jogos eletrônicos criados pela Nintendo.
Os livros incluem personagens e cenários das franquias Mario Bros. e The Legend of Zelda.

## Nintendo Adventure Books
A série Nintendo Adventure Books consistiu de 12 livros-jogos publicados entre 1991 e 1992 pela Simon & Schuster nos Estados Unidos e pela Archway Books no Reino Unido. Neles, o leitor pode fazer decisões que alteram o curso da história. Dez dos livros são sobre as aventuras de Mario e Luigi no Reino do Cogumelo e são baseados principalmente nas histórias em quadrinhos da Valiant Comics publicadas na série Nintendo Comics System. Os livros nove e dez são sobre Link, da série The Legend of Zelda.
Cada livro tem 121 páginas, incluindo diversos quebra-cabeças como labirintos e caça-palavras. Há um sistema de inventário onde o jogador coleta itens usados para resolver os quebra-cabeças, e um sistema de pontuações onde o jogador pode julgar o quão bem ele se saiu em uma escala no fim do livro. Nos livros 1 a 5, 7 e 8, isto é julgado multiplicando o número de moedas que o jogador coletou ao longo da aventura por dez, enquanto nos livros 6 e 9 a 12, o jogador é simplesmente premiado com um certo número de pontos por ultrapassar desafios. Há diversos finais em cada livro, sendo um vitorioso e múltiplos fracassados que acabam com um "Game Over". Alguns dos livros foram relançados em parceria com a Pringles.

### Autores
A série foi criada por Russell Ginns, autor da série de livros Samantha Spinner. Os autores envolvidos foram Ginns (como Clyde Bosco e Matt Wayne) e Bill McCay.

### Lista de livros
1. Double Trouble por Clyde Bosco[5][6]
2. Leaping Lizards por Clyde Bosco[5][7]
3. Monster Mix-Up por Bill McCay[8][9]
4. Koopa Capers por Bill McCay[8][10]
5. Pipe Down! por Clyde Bosco[5][11]
6. Doors to Doom por Bill McCay[8][12]
7. Dinosaur Dilemma por Clyde Bosco[5][13]
8. Flown the Koopa por Matt Wayne[14][15]
9. The Crystal Trap por Matt Wayne[14][16]
10. The Shadow Prince por Matt Wayne[14][17]
11. Unjust Desserts por Matt Wayne[14][18]
12. Brain Drain por Matt Wayne[14][19]

## You Decide on the Adventure
A série You Decide on the Adventure consistiu de quatro livros-jogos publicados pela Scholastic entre 2001 e 2002. Todos os quatro foram escritos por Craig Wessel e baseados em jogos de Game Boy Advance e Game Boy Color da época.

### Lista de livros
1. Super Mario Advance, baseado em Super Mario Advance[22]
2. The Legend of Zelda: Oracle of Seasons, baseado em The Legend of Zelda: Oracle of Seasons[23]
3. The Legend of Zelda: Oracle of Ages, baseado em The Legend of Zelda: Oracle of Ages[24]
4. Wario Land 4, baseado em Wario Land 4[25]